# Elatostema arcuans
Elatostema arcuans är en nässelväxtart som beskrevs av Stephen Troyte Dunn. Elatostema arcuans ingår i släktet Elatostema och familjen nässelväxter. Inga underarter finns listade i Catalogue of Life.